# Mitta Mitta River
Der Mitta Mitta River ist ein Fluss im Norden des australischen Bundesstaates Victoria und ein wichtiger Nebenfluss des Murray River, dem er etwa 40 % seiner Wassermenge zuführt.
Die Quelle liegt südlich des Alpine-Nationalparks an der Great Alpine Road, zwischen Omeo und Anglers Rest am Zusammenfluss von Big River und Cobungra River. Von dort windet sich der Fluss 204 Kilometer nach Norden, wo er südlich von Albury in den Murray River mündet.
Zwei große Stauseen, der Lake Dartmouth am Oberlauf und der Lake Hume am Unterlauf, hemmen den Flusslauf. Oberhalb des Lake Dartmouth fließt der Fluss durch einen Wald, der nahezu als Primärwald bezeichnet werden kann. Unterhalb windet er sich durch flaches Bauernland (das heute mit seinem Wasser bewässert wird).
Die natürliche Mündung in den Murray River liegt heute im Lake Hume. Früher wurde das Flusstal jährlich überschwemmt, aber der Bau des Dartmouth-Staudamms in den 1970er-Jahren verhinderte dies zuverlässig.
Der Mitta Mitta River gilt als gutes Fischwasser; man findet dort Bachforellen und gelegentlich auch Regenbogenforellen.
Im Tal des Mitta Mitta River finden sich die Städte Dartmouth, Mitta Mitta, Eskdale und Tallangatta.